# 얀 음빌라
얀 제라르 음빌라 (Yann Gérard M'Vila, 1990년 6월 29일 ~ )는 프랑스의 축구 선수로, 현재 수페르리가 엘라다의 올림피아코스에서 뛰고 있다.